# Pohlia aristatula
Pohlia aristatula är en bladmossart som beskrevs av H. A. Miller, H. O. Whittier och B. Whittier 1978. Pohlia aristatula ingår i släktet nickmossor, och familjen Bryaceae. Inga underarter finns listade i Catalogue of Life.